# Steven Burke
Pour les articles homonymes, voir Burke.
Steven James Burke, né le 4 mars 1988 à Burnley, est un coureur cycliste britannique. Spécialiste de la poursuite individuelle et par équipes, il a remporté plusieurs titres européens et nationaux dans ces disciplines. En 2012, il devient champion olympique et champion du monde de poursuite par équipes. Il est une deuxième fois champion olympique de cette discipline en 2016.

## Biographie
En 2008, il est préféré à Steve Cummings pour participer à la poursuite individuelle aux Jeux olympiques à Pékin. Auteur du cinquième temps en qualification, il bat ensuite Volodymyr Dyudya réalisant le troisième temps. Il se qualifie par conséquent pour la petite finale, où il bat Alexei Markov pour remporter la médaille de bronze.
Il rejoint l'équipe Motorpoint-Marshalls Pasta en 2010, puis IG-Sigma Sport en 2012. En 2012, il devient champion du monde et olympique de poursuite par équipes. En 2015, il s'engage avec la nouvelle formation Wiggins.
Il décroche aux Jeux olympiques de Rio son deuxième titre olympique en poursuite par équipes, avec un nouveau record du monde en 3 min 50 s 265. Le record est battu deux ans plus tard par les Australiens aux Jeux du Commonwealth 2018 en 3 min 49 s 804.

## Palmarès

### Jeux olympiques
- Pékin 2008
  -  Médaillé de bronze de la poursuite
- Londres 2012
  -  Champion olympique de poursuite par équipes (avec Edward Clancy, Geraint Thomas, Peter Kennaugh)
- Rio 2016
  -  Champion olympique de poursuite par équipes (avec Edward Clancy, Owain Doull, Bradley Wiggins)

### Championnats du monde
- Ballerup 2010
  -  Médaillé d'argent de la poursuite par équipes
- Apeldoorn 2011
  -  Médaillé de bronze de la poursuite par équipes
- Melbourne 2012
  -  Champion du monde de poursuite par équipes (avec Edward Clancy, Peter Kennaugh et Geraint Thomas)
  - 10e du kilomètre
- Minsk 2013
  -  Médaillé d'argent de la poursuite par équipes
  - 17e de la poursuite individuelle
- Saint-Quentin-en-Yvelines 2015
  -  Médaillé d'argent de la poursuite par équipes
- Londres 2016
  -  Médaillé d'argent de la poursuite par équipes
- Hong Kong 2017
  - 4e de la poursuite par équipes[2]

### Coupe du monde
- 2006-2007
  - 3e de la poursuite par équipes à Manchester
- 2007-2008
  - 1er de la poursuite par équipes à Copenhague (avec Edward Clancy, Paul Manning, Geraint Thomas)
- 2008-2009 
  - 1er de la poursuite par équipes à Manchester (avec Robert Hayles, Edward Clancy, Geraint Thomas)
  - 1er de la poursuite par équipes à Copenhague (avec Edward Clancy, Chris Newton, Peter Kennaugh)
- 2009-2010 
  - 1er de la poursuite par équipes à Manchester (avec Andrew Tennant, Edward Clancy, Geraint Thomas)
  - 2e de la poursuite par équipes à Melbourne
- 2010-2011
  - 1er de la poursuite par équipes à Manchester (avec Bradley Wiggins, Edward Clancy, Geraint Thomas)
  - 3e de la poursuite par équipes à Melbourne
- 2013-2014
  - 1er de la poursuite par équipes à Manchester (avec Owain Doull, Edward Clancy, Andrew Tennant)
  - 3e de la poursuite par équipes à Aguascalientes
- 2014-2015
  - 1er de la poursuite par équipes à Londres (avec Andrew Tennant, Mark Christian et Owain Doull)
  - 2e de la poursuite par équipes à Guadalajara
- 2017-2018
  - 1er de la poursuite par équipes à Manchester (avec Oliver Wood, Edward Clancy, Kian Emadi-Coffin)
- 2018-2019
  - 2e de la poursuite par équipes à Saint-Quentin-en-Yvelines
  - 3e de la poursuite par équipes à Milton

### Jeux du Commonwealth
- Glasgow 2014
  -  Médaillé d'argent de la poursuite par équipes

### Championnats d'Europe
| Édition / Épreuve              | Poursuite individuelle | Poursuite par équipes                                                                     |
| Fiorenzuola 2005 (juniors)     |                        | Or (avec Ian Stannard, Andrew Tennant et Ross Sander)                                     |
| Athènes 2006 (juniors)         |                        | Or (avec Jonathan Bellis, Peter Kennaugh et Adam Blythe)                                  |
| Cottbus 2007 (espoirs)         | Bronze                 | Or (avec Jonathan Bellis, Peter Kennaugh et Ben Swift)                                    |
| Pruszków 2008 (espoirs)        |                        | Or (avec Mark McNally, Peter Kennaugh et Andrew Tennant)                                  |
| Minsk 2009 (espoirs)           | Or                     |                                                                                           |
| Pruszków 2010                  |                        | Or (avec Edward Clancy, Jason Queally et Andrew Tennant)                                  |
| Apeldoorn 2011                 |                        | Or (avec Edward Clancy, Peter Kennaugh et Geraint Thomas)                                 |
| Apeldoorn 2013                 |                        | Or (avec Edward Clancy, Owain Doull et Andrew Tennant)                                    |
| Granges 2015                   |                        | Or (avec Bradley Wiggins, Owain Doull, Andrew Tennant, Jonathan Dibben et Matthew Gibson) |
| Saint-Quentin-en-Yvelines 2016 |                        | Bronze                                                                                    |
| Glasgow 2018                   |                        | Bronze                                                                                    |

### Championnats nationaux
- 2005
  - 3e du championnat de Grande-Bretagne de course aux points juniors
- 2007
  -  Champion de Grande-Bretagne de poursuite par équipes (avec Russell Hampton, Jonathan Bellis et Andrew Tennant)
  -  Champion de Grande-Bretagne du scratch
- 2008
  -  Champion de Grande-Bretagne de poursuite
- 2009
  -  Champion de Grande-Bretagne du kilomètre
- 2011
  -  Champion de Grande-Bretagne de poursuite
  - 2e du championnat de Grande-Bretagne du kilomètre
- 2013
  - 3e du championnat de Grande-Bretagne de scratch
- 2014
  - 2e du championnat de Grande-Bretagne de poursuite

### Records
Steven Burke a battu quatre fois le record du monde de poursuite par équipes sur 4 km avec l'équipe de Grande-Bretagne. 
Lors des championnats du monde de 2012, Burke, Edward Clancy, Peter Kennaugh et Geraint Thomas, parcourent la distance en 3 minutes 53 secondes 295. Le précédent record avait été établi par l'équipe britannique lors des Jeux olympiques de 2008. 
Aux Jeux olympiques de 2012, l'équipe britannique composée des mêmes coureurs bat le record du monde et record olympique en 3 minutes 51 secondes 659. 
En 2016, Steven Burke forme avec Owain Doull, Bradley Wiggins et Edward Clancy l'équipe britannique qui bat deux fois le record du monde lors des Jeux olympiques à Rio, en 3 min 50 s 570 au premier tour, puis 3 min 50 s 265 en finale.

## Distinctions
- UEC Hall of Fame[3]